# 龍鼎縣
龍鼎縣（英語：Longding district，lɒŋˈdɪŋ）一譯隆格丁格縣，是印度阿魯納恰爾邦的一個縣，係2012年3月19日由特拉普縣劃出。全縣面積1,192平方公里，人口56,953。
該縣為該邦中少數幾個無領土爭議的縣之一。